# Tromsöloka
Tromsöloka (Heracleum persicum) är en flockblommig växtart som beskrevs av René Louiche Desfontaines, Fisch., C.A.Mey. och Avé-lall. Tromsölokan ingår i släktet lokor, och familjen flockblommiga växter. Inga underarter finns listade i Catalogue of Life. Däremot finns hybriden Tromsöloka x Sibirisk björnloka som närmaste underliggande taxon
Arten listas som invasiv inom EU (Naturvårdsverket 2016). Detta innebär att det är förbjudet att byta, odla, transportera, använda samt hålla tromsöloka sedan den 3 augusti 2016, när förteckningen trädde i kraft. Sedan den 3 augusti 2017 är det förbjudet att även sälja arter på listan.
Tromsölokan har fått sitt svenska namn från det norska tromsøpalme, på svenska ordagrant tromsöpalm. Den introducerades som trädgårdsväxt från frö till  Alta i Nordnorge 1838. På 1860-talet kom den till Tromsø, där den har bildat täta bestånd vid tidigare sommarstugebebyggelse. Den tar död på annan växtlighet och är mycket svår att bli av med. Liksom jättelokan (Heracleum mantegazzianum) innehåller den en giftig saft, som i kombination med solljus kan ge brännskadeliknande hudsår.
Tromsölokans historik som kulturväxt och svårigheter med referensmaterial gör att dess genetiska ursprung är osäkert. I norsk botanisk litteratur har den därför fått ett eget namn, Heracleum tromsoensis. Mossberg och Stenbergs nordiska flora (1992) skilde den inte från den snarlika jättelokan men markerade att deras beskrivning avsåg flera ännu ej utredda arter.

## Bildgalleri

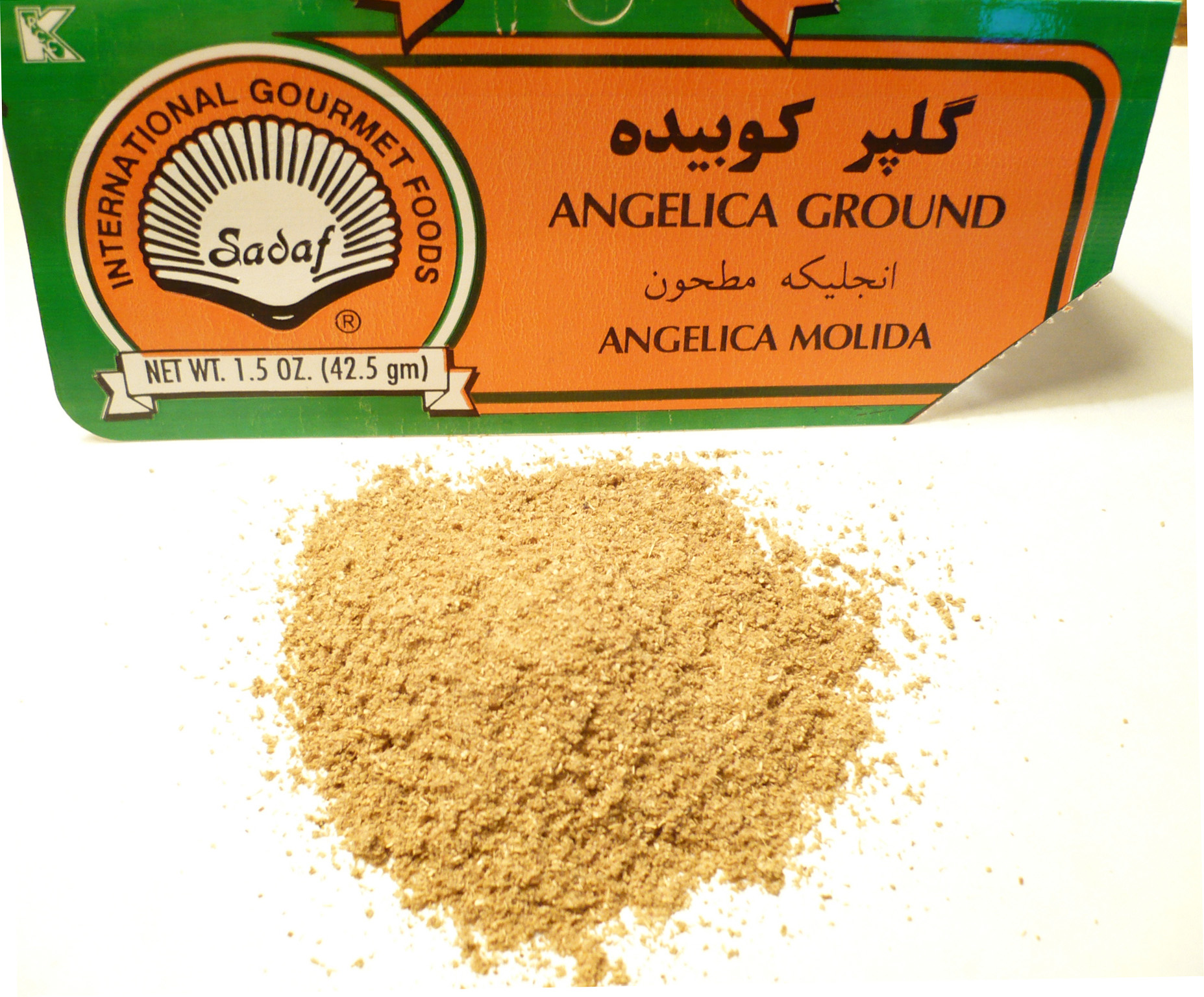